# Aliden

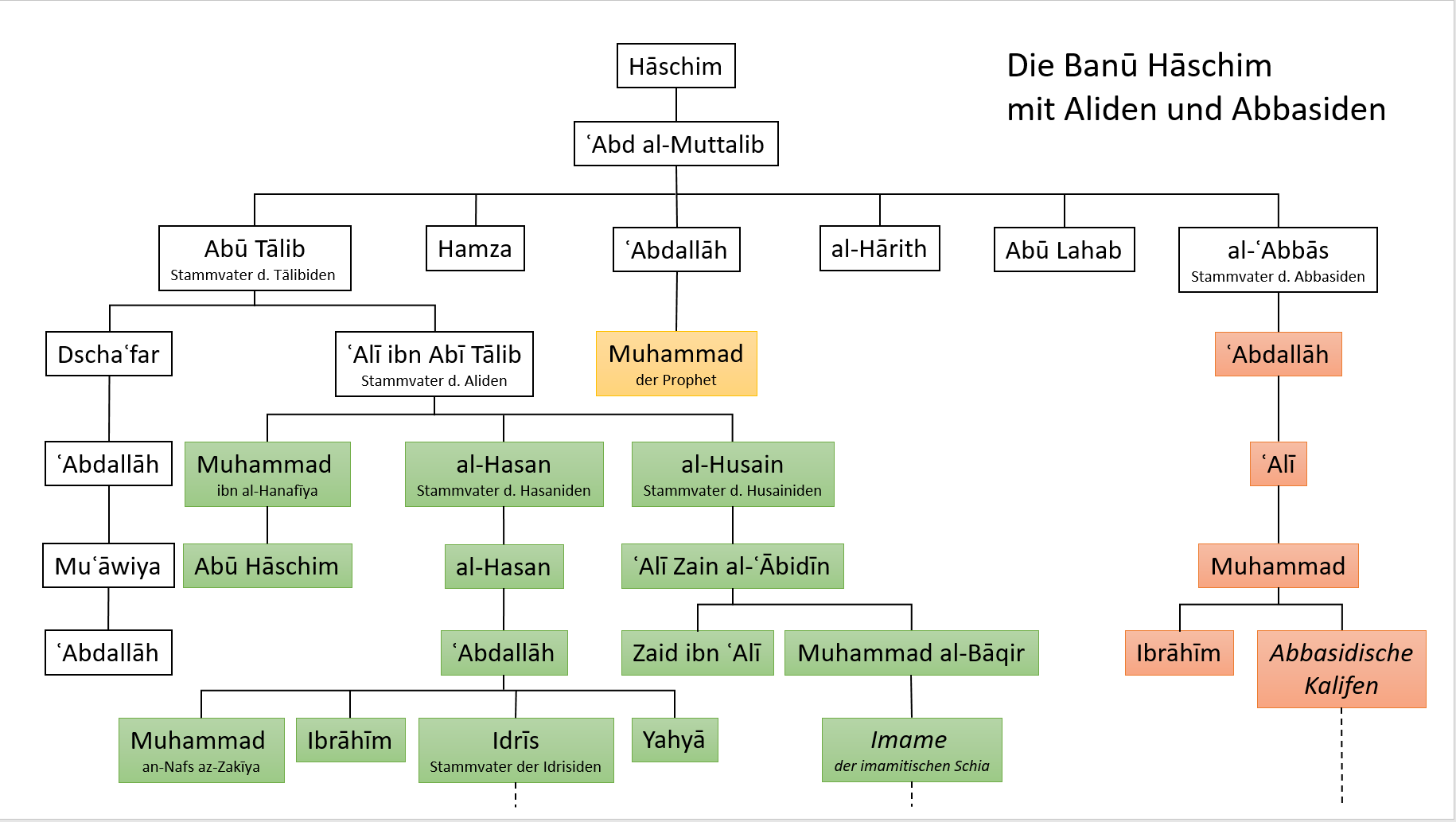
Die Aliden (grün) innerhalb des quraischitischen Clans der Banū Hashim mit den Abbasiden (rötlich)

Die Aliden (arabisch علويون, DMG ʿAlawīyūn) sind die Nachkommen von ʿAlī ibn Abī Tālib, einem Cousin und Schwiegersohn des Religionsstifters Mohammed. Einige von ihnen werden bei den Schiiten als Imame verehrt. Allerdings hatten und haben nicht alle Aliden eine schiitische Ausrichtung. Einige haben sich auch als Gelehrte in sunnitischen Rechtsschulen betätigt. Die Aliden unternahmen während der Umayyaden- und der frühen Abbasidenzeit mehrere Aufstände. Die hasanidischen und husainidischen Aliden bilden als Nachkommen des Propheten eine Art religiösen Erbadel in den muslimischen Gesellschaften. Auch verschiedene islamische Dynastien nahmen bzw. nehmen für sich eine alidische Abkunft in Anspruch. 
Die Aliden sind nicht mit den Alawiten oder Aleviten, zwei modernen religiösen Sondergemeinschaften Vorderasiens, zu verwechseln, die auf Arabisch ebenfalls als ʿAlawīyūn bezeichnet werden. Ihr Name bezieht sich zwar gleichfalls auf ʿAlī ibn Abī Tālib, doch werden diese Gemeinschaften nicht durch eine genealogische Abkunft von ihm begründet.

## Die „Aliden“ und andere Abstammungsgruppen

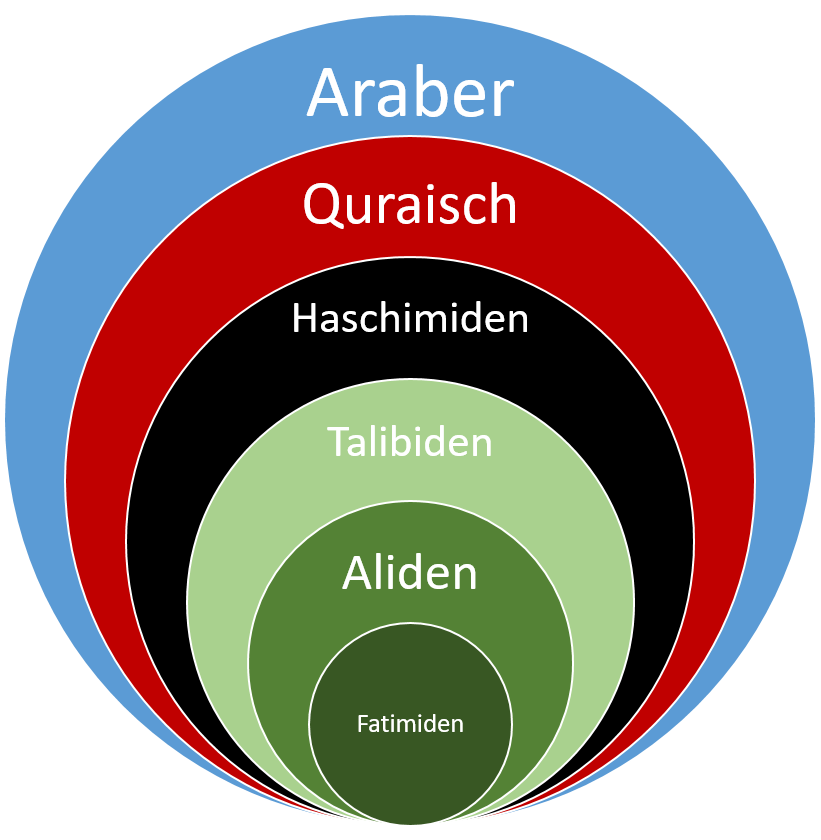
Das Verhältnis der Aliden zu anderen genealogischen Gruppen nach Abū Nasr al-Buchārī

Der Genealoge Abū Nasr al-Buchārī erklärte im 10. Jahrhundert das Verhältnis der verschiedenen genealogischen Gruppenbezeichnungen in der folgenden Weise:

„Wisse, dass jeder Fātimide auf der Welt auch ein Alide ist; aber nicht jeder Alide ist ein Fātimide. Jeder Alide auf der Welt ist ein Tālibide; aber nicht jede Tālibide ist ein Alide. Jeder Tālibide auf der Welt ist ein Hāschimide, aber nicht jeder Hāschimide ist eine Tālibide. Jeder Hāschimide auf der Welt ist ein Quraischit, aber nicht jeder Quraischit ist ein Hāschimide. Jeder Quraischit auf der Welt ist ein Araber, doch nicht jeder Araber ist ein Quraischit.“

Die Aliden sind also eine Gruppe innerhalb der sogenannten Tālibiden (Ṭālibīyūn), der Nachkommen von ʿAlīs Vater Abū Tālib ibn ʿAbd al-Muttalib. Zu den Tālibiden gehören neben den Aliden auch die Nachkommen von ʿAlīs Brüdern ʿAqīl und Dschaʿfar. Da Abū Tālib ein Enkel von Hāschim ibn ʿAbd Manāf war, gehörten die Aliden wie die Abbasiden, mit denen sie im 8. und 9. Jahrhundert um die Macht rivalisierten, zu den Banū Hāschim oder Hāschimiden. Die Banū Hāschim waren wiederum ein Clan der Quraisch, und die Quraisch ein Stamm innerhalb der Araber.
Eine Untergruppe der Aliden stellen diejenigen Nachkommen dar, die aus seiner Ehe mit Mohammeds Tochter Fatima hervorgegangen sind. Sie werden in den arabischen Quellen im Gegensatz zu den anderen Aliden als Fātimiden (Fāṭimīyūn) bezeichnet und haben insofern eine Vorzugsstellung, weil sie nicht nur Nachkommen ʿAlīs, sondern auch Nachkommen Mohammeds sind. Auch die Herrscher der gleichnamigen Dynastie nahmen in Anspruch, zu dieser Gruppe zu gehören. Die Nachkommen Alis und Fatimas werden wiederum nach den Namen ihrer beiden Söhne in Hasaniden (nach al-Hasan ibn ʿAlī) und Husainiden (nach al-Husain ibn ʿAlī, nicht zu verwechseln mit der gleichnamigen, aber nicht-alidischen Regionaldynastie Tunesiens) unterteilt. 

## ʿAlīs Frauen und ihre Kinder
ʿAlī hatte 14 Söhne und mindestens 17 Töchter. Nachfolgend eine Aufstellung seiner Kinder, geordnet nach ihren Müttern (Sklavinnen sind mit einem * gekennzeichnet):
| Mutter                         | Stamm/Clan   | Söhne                                             | Töchter                                     | Kommentar |
| ------------------------------ | ------------ | ------------------------------------------------- | ------------------------------------------- | --- |
| Fātima bint Muhammad           | Banū Hāschim | al-Hasan, al-Husain, al-Muhsin                    | Zainab, die Ältere, Umm Kulthūm, die Ältere | Al-Muhsin, dessen Name auch manchmal als al-Muhassin angegeben wird, starb schon kurz nach seiner Geburt. Zainab heiratete ʿAbdallāh, den Sohn ihres Onkels Dschaʿfar ibn Abī Tālib, und hatte mit ihm eine Tochter, die al-Haddschādsch ibn Yūsuf heiratete. Umm Kulthūm heiratete zunächst den Kalifen ʿUmar ibn al-Chattāb und gebar ihm einen Sohn namens Zaid und eine Tochter namens Ruqaiya und ehelichte anschließend nacheinander drei Söhne ihres Onkels Dschaʿfar, ohne aber mit ihnen Kinder zu haben. |
| Chaula bint Dschaʿfar*         | Banū Hanīfa  | Muhammad ibn al-Hanafīya                          |                                             | Muhammad ibn al-Hanafīya wurde auch Muhammad der ältere genannt. |
| as-Sahbā' bint Rabīʿa*         | Taghlib      | ʿUmar                                             | Ruqaiya                                     | as-Sahbā', die auch Umm Habīb genannt wurde, war eine Sklavin, die von Chālid ibn al-Walīd bei ʿAin at-Tamr erbeutet worden war. |
| Umm al-Banīn Fātima bint Hizām | Banū Kilāb   | al-ʿAbbās ibn ʿAlī, ʿAbdallāh, ʿUthmān, Dschaʿfar |                                             | ِAlle diese vier Söhne fielen in der Schlacht von Kerbela |
| Asmā' bint ʿUmais              | Chathʿam     | Yahyā, ʿAun                                       |                                             | |
| Lailā bint Masʿūd              | Tamīm        | ʿUbaidallāh, Abū Bakr ʿAbd ar-Rahmān              |                                             | ʿUbaidallāh wurde getötet, als er im Heer von Musʿab ibn az-Zubair gegen al-Muchtār ibn Abī ʿUbaid kämpfte, Abū Bakr fiel in der Schlacht von Kerbela. |
| Umāma bint Abī l-ʿĀs           | ʿAbd Schams  | Muhammad, der jüngere                             |                                             | Umāma war eine Tochter von Zainab bint Muhammad. |
| Umm Saʿīd bint ʿUrwa           | Thaqīf       |                                                   | Umm al-Hasan, Ramla                         | |

Nur fünf von ʿAlīs Söhnen hinterließen Nachkommen, nämlich al-Hasan, al-Husain, Muhammad ibn al-Hanafīya, ʿUmar und ʿAbbās. Muhammad ibn al-Hanafīyahatte einen Sohn namens Abū Hāschim. Die Nachkommen von al-Hasan, die Hasaniden, waren überaus zahlreich, weil er sehr viele Ehen einging. Die Nachkommen al-Husains, die Husainiden, haben deshalb eine besonders große Bedeutung, weil ihr die Imame der Zwölfer-Schia entstammen.

## Geschichte

### Die Aliden während der Umayyadenzeit
Aliden spielten eine wichtige politische Rolle während der Umayyadenzeit. So unternahm ʿAlīs Sohn al-Husain 680 einen Aufstand gegen den umaiyadischen Kalifen Yazid I. Fünf Jahre später erhob sich al-Muchtār ibn Abī ʿUbaid im Namen von ʿAlīs Sohn Muhammad ibn al-Hanafīya. Dieser wurde zum Mahdī ausgerufen, dem messianischen Erlöser-Imam, ein Konzept, das bei den Mawālī großen Anklang fand. Der umaiyadische Kalif ʿUmar ibn ʿAbd al-ʿAzīz (reg. 717–720) bemühte sich um ein besseres Verhältnis zu den fatimidischen Aliden und ließ durch seinen Statthalter in Medina 10.000 Dinar unter ihnen verteilen.
Zusammen mit den Abbasiden, die wie sie zu den Banū Hāschim gehörten, beteiligten sich verschiedene Aliden ab den 720er Jahren an der „hāschimitischen Daʿwa“ (daʿwa Hāšimiyya), einer Untergrundbewegung, die im Namen des „desjenigen aus dem Hause Mohammeds, der Zustimmung findet“ (ar-riḍā min āl Muḥammad) auf den Sturz der Umayyaden hinarbeitete. Nachdem die Aufstände des Husainiden Zaid ibn Ali im Jahre 740 und seines Sohnes Yahya 743 niedergeschlagen worden waren, schmiedete 744 der Hasanide ʿAbdallāh ibn Hasan, der zu dieser Zeit das Oberhaupt der Aliden war, Pläne zur Übernahme der Herrschaft im islamischen Reich. Schließlich brachte die daʿwa Hāšimiyya nach dem Aufstand von Abu Muslim 749 aber doch die Abbasiden an die Macht.
Die beiden husainidischen Aliden Muhammad al-Bāqir (gest. 732) und sein Sohn Dschaʿfar, die von den Imamiten als Imame verehrt werden, verfolgten hingegen in dieser Zeit eine quietistische Politik gegenüber den herrschenden Kalifen. Sie blieben im Hedschas und beteiligten sich an keinerlei aufständischen Aktivitäten.

### Alidische Aufstände unter den Abbasiden
Nach dem abbasidischen Herrschaftsantritt war das Verhältnis zwischen Aliden und Abbasiden zunächst relativ entspannt. ʿAbdallāh machte dem ersten abbasidischen Kalifen Abū l-ʿAbbās as-Saffāh seine Aufwartung und erkannte seine Herrschaft an.
Während des Kalifats von al-Mansūr sammelten jedoch zwei Söhne ʿAbdallāhs, Muhammad an-Nafs az-Zakīya und Ibrāhīm, Anhänger um sich und machten den Abbasiden die Herrschaft streitig. 762 unternahmen sie einen großangelegten Aufstand in Medina und Basra, bei dem sie von ʿĪsā, einem Sohn Zaid ibn ʿAlīs, und dessen Anhängerschaft, den Zaiditen, unterstützt wurden. In einem Brief an al-Mansūr hielt Muhammad den Abbasiden vor, dass sie ihre Herrschaft den Aliden zu verdanken hätten: „Nur durch uns konntet ihr den Anspruch auf diese Macht erheben, mit unserer Partei (šīʿa) seid ihr ausgezogen, um sie zu erlangen, und unseretwegen habt ihr sie erhalten.“ Der Aufstand der beiden wurde allerdings schon ein Jahr später niedergeschlagen. Es gab auch Aliden, die die Abbasiden unterstützten. Ein Beispiel ist al-Hasans Enkelsohn al-Hasan ibn Zaid (gest. 784), den al-Mansūr als Statthalter von Medina einsetzte. Abū Nasr al-Buchārī präsentiert ihn als den ersten Aliden, der sich in Schwarz, der Farbe der Abbasiden, kleidete.
Im Jahre 786, unter dem kurzen Kalifat al-Hādīs, unternahm ein weiterer Alide mit dem Namen al-Husain ibn ʿAlī einen Aufstand in Medina, der allerdings mit einem Debakel endete: er wurde in Fachch bei Medina von abbasidischen Truppen besiegt. Unter dem Kalifat Hārūn ar-Raschīds gelang es einem dritten Sohn ʿAbdallāhs, Idrīs, in den westlichen Maghreb auszuweichen und dort 789 mit Unterstützung einheimischer Berberstämme einen hasanidischen Staat zu begründen. Seine Nachkommen, die Idrisiden, herrschten bis zum Anfang des 10. Jahrhunderts über weite Gebiete des heutigen Marokko.
Ein vierter Sohn ʿAbdallāhs, Yahyā, zog im Irak und in Persien herum und bereitete 792 in Dailam einen Aufstand gegen den Kalifen vor. Auch dieser Aufstand erhielt die Unterstützung der Zaiditen. So soll zum Beispiel der bekannte zaiditische Theologe Sulaimān ibn Dscharīr aus Raqqa Yahyā gehuldigt haben. Nachdem sich aber Yahyā mit seiner zaiditischen Anhängerschaft, insbesondere den Butriten, überworfen hatte, akzeptierte er ein Amnestieangebot, das ihm der Barmakide al-Fadl ibn Yahyā unterbreitete. Das Schreiben, das ihm und 70 seiner Anhänger für den Fall, dass sie sich ergäben, Straffreiheit zusicherte, war vom Kalifen, Rechtsgelehrten, Qādīs und prominenten Abbasiden unterschrieben. Yahyā legte daraufhin die Waffen nieder und wurde vom Kalifen in Bagdad festlich empfangen. Das Ereignis wurde als Versöhnung zwischen Abbasiden und Aliden gefeiert. Yahyā zog sich mit seiner Familie nach Medina zurück. Da er aber nicht bereit war, die Namen seiner 70 Anhänger namentlich zu nennen, für die die Sicherheitsgarantie gelten sollte, und es immer wieder Gerüchte über konspirative Aktivitäten seiner Anhänger gab, ließ der Kalif eine Gruppe von Rechtsgelehrten zusammenrufen, um die Sicherheitsgarantie von ihnen für ungültig erklären zu lassen. Während sich asch-Schaibānī weigerte, diesen Schritt zu autorisieren, und damit den Ärger des Kalifen auf sich zog, erklärte der Qādī Abū l-Bachtarī Wahb ibn Wahb (gest. 815) das Schreiben für ungültig und zerriss es. Der Kalif konnte somit Yahyā erneut gefangen nehmen lassen, und dieser starb einige Zeit später im Gefängnis.
Zu einem weiteren alidischen Aufstand kam es im Jahre 814, nachdem zwei Jahre zuvor der Abbaside al-Ma'mūn seinen Bruder al-Amin besiegt und sich mit seinem Hof nach Merw zurückgezogen hatte. Das auf diese Weise im Zentrum des abbasidischen Reiches entstandene Machtvakuum nutzte ein gewisser Abū s-Sarāyā aus. Er zettelte im Irak im Namen des riḍā min āl Muḥammad einen großangelegten Aufstand an, der von verschiedenen schiitischen Gruppen, darunter erneut den Zaiditen, unterstützt wurde. In Kufa, Basra, dem Hedschas und dem Jemen ergriffen verschiedene fatimidische Aliden die Macht und vertrieben die abbasidischen Gouverneure aus ihren Positionen. Der Aufstand konnte erst zwei Jahre später endgültig niedergeschlagen werden.
In der Mitte des neunten Jahrhunderts kam es im Hedschas zu einer Reihe kleinerer alidischer Aufstände, in deren Folge viele Aliden in der Folgezeit den Hedschas verließen. Darüber hinaus zeigt der Aufstand der Zandsch in den Jahren 868 bis 883 im Südirak, der von einem Mann angeführt wurde, der sich als Alide ausgab, welche Mobilisierungskraft die Verbindung zu dieser Familie zu jener Zeit immer noch bei Gruppierungen hatte, die gegen die abbasidische Herrschaft kämpften.

### Alidische Dynastien
Mehrere islamische Dynastien nahmen bzw. nehmen für sich eine alidische Abkunft in Anspruch:
- Hasanidische Abstammung beanspruchten
  - die Idrisiden, Saadier und Alawiden (nach der Oase Tafilalt auch als Filaliten bezeichnet) in Marokko
  - die Hammudiden in al-Andalus
  - die Sulaimaniden zuerst in Mekka, dann im Jemen
  - die Scherifen von Mekka, deren Nachkommen, die Haschimiten noch heute in Jordanien regieren
  - verschiedene zaiditische Imam-Dynastien in Nordiran und im Jemen
- Husainidsche Abstammung beanspruchten:
  - die Fatimiden in Tunesien und Ägypten
  - die Safawiden in Iran

### Die Aliden als islamischer Erbadel
Schon im Mittelalter bildeten die Aliden als Nachkommen des Propheten eine Art religiösen Erbadel. In einigen Städten waren sie sehr zahlreich. So gewann zum Beispiel Dorothea Krawulsky anhand einer Lokalgeschichte der iranischen Stadt Beyhaq aus dem 12. Jahrhundert den Eindruck, dass es zu dieser Zeit „in Beyhaq nichts so sehr im Überfluss gab wie ʿAliden“. Aliden heirateten dabei zunehmend innerhalb der Familie; alidische Frauen heirateten fast nur noch alidische Männer.
In vielen islamischen Ländern standen die Aliden unter der Autorität eines Obmanns, der als Naqīb al-aschrāf („Aufseher der Vornehmen“) bezeichnet wurde. Er kannte sich mit den verschiedenen alidischen Abstammungslinien aus und führte ein Register der Aliden. Im Osmanischen Reich gab es einen solchen Aufseher in jeder größeren Stadt. Er hatte Abstammungsurkunden zu prüfen, denjenigen, die ihre alidische Abstammung nachgewiesen hatten, eine solche Urkunde auszustellen, und Delinquenten zu bestrafen, die sich fälschlich auf eine alidische Abkunft beriefen.
Heute sind die hasanidischen und husainidischen Aliden sehr zahlreich und über alle muslimischen Länder verbreitet. Von den übrigen Muslimen unterscheiden sie sich durch die Adelstitel Sayyid („Herr“) oder Scharīf („Edler“) und das Recht, einen grünen Turban zu tragen. Die alidische Abstammung wird üblicherweise durch eine Abstammungsurkunde (šaǧara oder silsila-nāma) nachgewiesen.

## Stammbaum der wichtigsten alidischen Linien
|                                  |                                  |                                  |                                  |                                  |                                  |  |  |                            |                            |                            |                            |                            |                            |  |  |                     |                     |                     |                     |                     |                     |  |  |         |         |         |         |         |         |  |  |            |            |            |            |            |            |          |          |              |              |              |              |              |              |       |       |                             |                             |                             |                             |                             |                             |  |  | ʿAlī ibn Abī Tālib   |                      |                      |                      |                      |                      |  |  |                          |                          |                          |                          |                          |                          |  |  |                      |                      |                      |                      |                      |                      |  |  |  |  |  |  |  |  |  |  |  |  |  |  |  |  |  |  |  |  |  |  |  |  |  |  |  |  |  |  |  |  |  |  |  |  |  |  |  |  |  |  |  |  |  |  |  |  |  |  |  |  |  |  |
|                                  |                                  |                                  |                                  |                                  |                                  |  |  |                            |                            |                            |                            |                            |                            |  |  |                     |                     |                     |                     |                     |                     |  |  |         |         |         |         |         |         |  |  |            |            |            |            |            |            |          |          |              |              |              |              |              |              |       |       |                             |                             |                             |                             |                             |                             |  |  |                      |                      |                      |                      |                      |                      |  |  |                          |                          |                          |                          |                          |                          |  |  |                      |                      |                      |                      |                      |                      |  |  |  |  |  |  |  |  |  |  |  |  |  |  |  |  |  |  |  |  |  |  |  |  |  |  |  |  |  |  |  |  |  |  |  |  |  |  |  |  |  |  |  |  |  |  |  |  |  |  |  |  |  |  |
|                                  |                                  |                                  |                                  |                                  |                                  |  |  |                            |                            |                            |                            |                            |                            |  |  |                     |                     |                     |                     |                     |                     |  |  |         |         |         |         |         |         |  |  |            |            |            |            |            |            |          |          |              |              |              |              |              |              |       |       |                             |                             |                             |                             |                             |                             |  |  |                      |                      |                      |                      |                      |                      |  |  |                          |                          |                          |                          |                          |                          |  |  |                      |                      |                      |                      |                      |                      |  |  |  |  |  |  |  |  |  |  |  |  |  |  |  |  |  |  |  |  |  |  |  |  |  |  |  |  |  |  |  |  |  |  |  |  |  |  |  |  |  |  |  |  |  |  |  |  |  |  |  |  |  |  |
|                                  |                                  |                                  |                                  |                                  |                                  |  |  |                            |                            |                            |                            |                            |                            |  |  |                     |                     |                     |                     |                     |                     |  |  |         |         |         |         |         |         |  |  |            |            | al-Hasan   | al-Hasan   | al-Hasan   | al-Hasan   | al-Hasan | al-Hasan |              |              |              |              |              |              |       |       |                             |                             |                             |                             |                             |                             |  |  | al-Husain            | al-Husain            | al-Husain            | al-Husain            | al-Husain            | al-Husain            |  |  | Muhammad ibn al-Hanafīya | Muhammad ibn al-Hanafīya | Muhammad ibn al-Hanafīya | Muhammad ibn al-Hanafīya | Muhammad ibn al-Hanafīya | Muhammad ibn al-Hanafīya |  |  |                      |                      |                      |                      |                      |                      |  |  |  |  |  |  |  |  |  |  |  |  |  |  |  |  |  |  |  |  |  |  |  |  |  |  |  |  |  |  |  |  |  |  |  |  |  |  |  |  |  |  |  |  |  |  |  |  |  |  |  |  |  |  |
|                                  |                                  |                                  |                                  |                                  |                                  |  |  |                            |                            |                            |                            |                            |                            |  |  |                     |                     |                     |                     |                     |                     |  |  |         |         |         |         |         |         |  |  |            |            | al-Hasan   | al-Hasan   | al-Hasan   | al-Hasan   | al-Hasan | al-Hasan |              |              |              |              |              |              |       |       |                             |                             |                             |                             |                             |                             |  |  | al-Husain            | al-Husain            | al-Husain            | al-Husain            | al-Husain            | al-Husain            |  |  | Muhammad ibn al-Hanafīya | Muhammad ibn al-Hanafīya | Muhammad ibn al-Hanafīya | Muhammad ibn al-Hanafīya | Muhammad ibn al-Hanafīya | Muhammad ibn al-Hanafīya |  |  |                      |                      |                      |                      |                      |                      |  |  |  |  |  |  |  |  |  |  |  |  |  |  |  |  |  |  |  |  |  |  |  |  |  |  |  |  |  |  |  |  |  |  |  |  |  |  |  |  |  |  |  |  |  |  |  |  |  |  |  |  |  |  |
|                                  |                                  |                                  |                                  |                                  |                                  |  |  |                            |                            |                            |                            |                            |                            |  |  |                     |                     |                     |                     |                     |                     |  |  |         |         |         |         |         |         |  |  |            |            |            |            |            |            |          |          |              |              |              |              |              |              |       |       |                             |                             |                             |                             |                             |                             |  |  |                      |                      |                      |                      |                      |                      |  |  |                          |                          |                          |                          |                          |                          |  |  |                      |                      |                      |                      |                      |                      |  |  |  |  |  |  |  |  |  |  |  |  |  |  |  |  |  |  |  |  |  |  |  |  |  |  |  |  |  |  |  |  |  |  |  |  |  |  |  |  |  |  |  |  |  |  |  |  |  |  |  |  |  |  |
| Zaid                             | Zaid                             | Zaid                             | Zaid                             | Zaid                             | Zaid                             |  |  |                            |                            |                            |                            |                            |                            |  |  |                     |                     |                     |                     |                     |                     |  |  |         |         |         |         |         |         |  |  |            |            |            |            |            |            |          |          |              |              |              |              | Hasan        | Hasan        | Hasan | Hasan | Hasan                       | Hasan                       |                             |                             |                             |                             |  |  | ʿAlī Zain al-ʿĀbidīn | ʿAlī Zain al-ʿĀbidīn | ʿAlī Zain al-ʿĀbidīn | ʿAlī Zain al-ʿĀbidīn | ʿAlī Zain al-ʿĀbidīn | ʿAlī Zain al-ʿĀbidīn |  |  | Abū Hāschim              | Abū Hāschim              | Abū Hāschim              | Abū Hāschim              | Abū Hāschim              | Abū Hāschim              |  |  |                      |                      |                      |                      |                      |                      |  |  |  |  |  |  |  |  |  |  |  |  |  |  |  |  |  |  |  |  |  |  |  |  |  |  |  |  |  |  |  |  |  |  |  |  |  |  |  |  |  |  |  |  |  |  |  |  |  |  |  |  |  |  |
| Zaid                             | Zaid                             | Zaid                             | Zaid                             | Zaid                             | Zaid                             |  |  |                            |                            |                            |                            |                            |                            |  |  |                     |                     |                     |                     |                     |                     |  |  |         |         |         |         |         |         |  |  |            |            |            |            |            |            |          |          |              |              |              |              | Hasan        | Hasan        | Hasan | Hasan | Hasan                       | Hasan                       |                             |                             |                             |                             |  |  | ʿAlī Zain al-ʿĀbidīn | ʿAlī Zain al-ʿĀbidīn | ʿAlī Zain al-ʿĀbidīn | ʿAlī Zain al-ʿĀbidīn | ʿAlī Zain al-ʿĀbidīn | ʿAlī Zain al-ʿĀbidīn |  |  | Abū Hāschim              | Abū Hāschim              | Abū Hāschim              | Abū Hāschim              | Abū Hāschim              | Abū Hāschim              |  |  |                      |                      |                      |                      |                      |                      |  |  |  |  |  |  |  |  |  |  |  |  |  |  |  |  |  |  |  |  |  |  |  |  |  |  |  |  |  |  |  |  |  |  |  |  |  |  |  |  |  |  |  |  |  |  |  |  |  |  |  |  |  |  |
|                                  |                                  |                                  |                                  |                                  |                                  |  |  |                            |                            |                            |                            |                            |                            |  |  |                     |                     |                     |                     |                     |                     |  |  |         |         |         |         |         |         |  |  |            |            |            |            |            |            |          |          |              |              |              |              |              |              |       |       |                             |                             |                             |                             |                             |                             |  |  |                      |                      |                      |                      |                      |                      |  |  |                          |                          |                          |                          |                          |                          |  |  |                      |                      |                      |                      |                      |                      |  |  |  |  |  |  |  |  |  |  |  |  |  |  |  |  |  |  |  |  |  |  |  |  |  |  |  |  |  |  |  |  |  |  |  |  |  |  |  |  |  |  |  |  |  |  |  |  |  |  |  |  |  |  |
| Hasan                            | Hasan                            | Hasan                            | Hasan                            | Hasan                            | Hasan                            |  |  |                            |                            |                            |                            |                            |                            |  |  |                     |                     |                     |                     |                     |                     |  |  |         |         |         |         |         |         |  |  | ʿAbdallāh  | ʿAbdallāh  | ʿAbdallāh  | ʿAbdallāh  | ʿAbdallāh  | ʿAbdallāh  |          |          | Dā'ūd        | Dā'ūd        | Dā'ūd        | Dā'ūd        | Dā'ūd        | Dā'ūd        |       |       | Ibrāhīm                     | Ibrāhīm                     | Ibrāhīm                     | Ibrāhīm                     | Ibrāhīm                     | Ibrāhīm                     |  |  | Muhammad al-Bāqir    | Muhammad al-Bāqir    | Muhammad al-Bāqir    | Muhammad al-Bāqir    | Muhammad al-Bāqir    | Muhammad al-Bāqir    |  |  | Zaid                     | Zaid                     | Zaid                     | Zaid                     | Zaid                     | Zaid                     |  |  |                      |                      |                      |                      |                      |                      |  |  |  |  |  |  |  |  |  |  |  |  |  |  |  |  |  |  |  |  |  |  |  |  |  |  |  |  |  |  |  |  |  |  |  |  |  |  |  |  |  |  |  |  |  |  |  |  |  |  |  |  |  |  |
| Hasan                            | Hasan                            | Hasan                            | Hasan                            | Hasan                            | Hasan                            |  |  |                            |                            |                            |                            |                            |                            |  |  |                     |                     |                     |                     |                     |                     |  |  |         |         |         |         |         |         |  |  | ʿAbdallāh  | ʿAbdallāh  | ʿAbdallāh  | ʿAbdallāh  | ʿAbdallāh  | ʿAbdallāh  |          |          | Dā'ūd        | Dā'ūd        | Dā'ūd        | Dā'ūd        | Dā'ūd        | Dā'ūd        |       |       | Ibrāhīm                     | Ibrāhīm                     | Ibrāhīm                     | Ibrāhīm                     | Ibrāhīm                     | Ibrāhīm                     |  |  | Muhammad al-Bāqir    | Muhammad al-Bāqir    | Muhammad al-Bāqir    | Muhammad al-Bāqir    | Muhammad al-Bāqir    | Muhammad al-Bāqir    |  |  | Zaid                     | Zaid                     | Zaid                     | Zaid                     | Zaid                     | Zaid                     |  |  |                      |                      |                      |                      |                      |                      |  |  |  |  |  |  |  |  |  |  |  |  |  |  |  |  |  |  |  |  |  |  |  |  |  |  |  |  |  |  |  |  |  |  |  |  |  |  |  |  |  |  |  |  |  |  |  |  |  |  |  |  |  |  |
|                                  |                                  |                                  |                                  |                                  |                                  |  |  |                            |                            |                            |                            |                            |                            |  |  |                     |                     |                     |                     |                     |                     |  |  |         |         |         |         |         |         |  |  |            |            |            |            |            |            |          |          |              |              |              |              |              |              |       |       |                             |                             |                             |                             |                             |                             |  |  |                      |                      |                      |                      |                      |                      |  |  |                          |                          |                          |                          |                          |                          |  |  |                      |                      |                      |                      |                      |                      |  |  |  |  |  |  |  |  |  |  |  |  |  |  |  |  |  |  |  |  |  |  |  |  |  |  |  |  |  |  |  |  |  |  |  |  |  |  |  |  |  |  |  |  |  |  |  |  |  |  |  |  |  |  |
| Zaiditische Imame von Tabaristan | Zaiditische Imame von Tabaristan | Zaiditische Imame von Tabaristan | Zaiditische Imame von Tabaristan | Zaiditische Imame von Tabaristan | Zaiditische Imame von Tabaristan |  |  | Muhammad an-Nafs az-Zakīya | Muhammad an-Nafs az-Zakīya | Muhammad an-Nafs az-Zakīya | Muhammad an-Nafs az-Zakīya | Muhammad an-Nafs az-Zakīya | Muhammad an-Nafs az-Zakīya |  |  | Mūsā                | Mūsā                | Mūsā                | Mūsā                | Mūsā                | Mūsā                |  |  | Ibrāhīm | Ibrāhīm | Ibrāhīm | Ibrāhīm | Ibrāhīm | Ibrāhīm |  |  | Idris I.   | Idris I.   | Idris I.   | Idris I.   | Idris I.   | Idris I.   |          |          | Sulaimān     | Sulaimān     | Sulaimān     | Sulaimān     | Sulaimān     | Sulaimān     |       |       | Ismāʿīl                     | Ismāʿīl                     | Ismāʿīl                     | Ismāʿīl                     | Ismāʿīl                     | Ismāʿīl                     |  |  | Dschaʿfar as-Sādiq   | Dschaʿfar as-Sādiq   | Dschaʿfar as-Sādiq   | Dschaʿfar as-Sādiq   | Dschaʿfar as-Sādiq   | Dschaʿfar as-Sādiq   |  |  | Yahyā                    | Yahyā                    | Yahyā                    | Yahyā                    | Yahyā                    | Yahyā                    |  |  |                      |                      |                      |                      |                      |                      |  |  |  |  |  |  |  |  |  |  |  |  |  |  |  |  |  |  |  |  |  |  |  |  |  |  |  |  |  |  |  |  |  |  |  |  |  |  |  |  |  |  |  |  |  |  |  |  |  |  |  |  |  |  |
| Zaiditische Imame von Tabaristan | Zaiditische Imame von Tabaristan | Zaiditische Imame von Tabaristan | Zaiditische Imame von Tabaristan | Zaiditische Imame von Tabaristan | Zaiditische Imame von Tabaristan |  |  | Muhammad an-Nafs az-Zakīya | Muhammad an-Nafs az-Zakīya | Muhammad an-Nafs az-Zakīya | Muhammad an-Nafs az-Zakīya | Muhammad an-Nafs az-Zakīya | Muhammad an-Nafs az-Zakīya |  |  | Mūsā                | Mūsā                | Mūsā                | Mūsā                | Mūsā                | Mūsā                |  |  | Ibrāhīm | Ibrāhīm | Ibrāhīm | Ibrāhīm | Ibrāhīm | Ibrāhīm |  |  | Idris I.   | Idris I.   | Idris I.   | Idris I.   | Idris I.   | Idris I.   |          |          | Sulaimān     | Sulaimān     | Sulaimān     | Sulaimān     | Sulaimān     | Sulaimān     |       |       | Ismāʿīl                     | Ismāʿīl                     | Ismāʿīl                     | Ismāʿīl                     | Ismāʿīl                     | Ismāʿīl                     |  |  | Dschaʿfar as-Sādiq   | Dschaʿfar as-Sādiq   | Dschaʿfar as-Sādiq   | Dschaʿfar as-Sādiq   | Dschaʿfar as-Sādiq   | Dschaʿfar as-Sādiq   |  |  | Yahyā                    | Yahyā                    | Yahyā                    | Yahyā                    | Yahyā                    | Yahyā                    |  |  |                      |                      |                      |                      |                      |                      |  |  |  |  |  |  |  |  |  |  |  |  |  |  |  |  |  |  |  |  |  |  |  |  |  |  |  |  |  |  |  |  |  |  |  |  |  |  |  |  |  |  |  |  |  |  |  |  |  |  |  |  |  |  |
|                                  |                                  |                                  |                                  |                                  |                                  |  |  |                            |                            |                            |                            |                            |                            |  |  |                     |                     |                     |                     |                     |                     |  |  |         |         |         |         |         |         |  |  |            |            |            |            |            |            |          |          |              |              |              |              |              |              |       |       |                             |                             |                             |                             |                             |                             |  |  |                      |                      |                      |                      |                      |                      |  |  |                          |                          |                          |                          |                          |                          |  |  |                      |                      |                      |                      |                      |                      |  |  |  |  |  |  |  |  |  |  |  |  |  |  |  |  |  |  |  |  |  |  |  |  |  |  |  |  |  |  |  |  |  |  |  |  |  |  |  |  |  |  |  |  |  |  |  |  |  |  |  |  |  |  |
|                                  |                                  |                                  |                                  |                                  |                                  |  |  | marokkanische Scherifen    | marokkanische Scherifen    | marokkanische Scherifen    | marokkanische Scherifen    | marokkanische Scherifen    | marokkanische Scherifen    |  |  | ʿAbdallāh           | ʿAbdallāh           | ʿAbdallāh           | ʿAbdallāh           | ʿAbdallāh           | ʿAbdallāh           |  |  |         |         |         |         |         |         |  |  | Idrisiden  | Idrisiden  | Idrisiden  | Idrisiden  | Idrisiden  | Idrisiden  |          |          | Sulaimaniden | Sulaimaniden | Sulaimaniden | Sulaimaniden | Sulaimaniden | Sulaimaniden |       |       | Ibrāhīm                     | Ibrāhīm                     | Ibrāhīm                     | Ibrāhīm                     | Ibrāhīm                     | Ibrāhīm                     |  |  | Mūsā al-Kāzim        | Mūsā al-Kāzim        | Mūsā al-Kāzim        | Mūsā al-Kāzim        | Mūsā al-Kāzim        | Mūsā al-Kāzim        |  |  |                          |                          |                          |                          |                          |                          |  |  | Ismāʿīl              | Ismāʿīl              | Ismāʿīl              | Ismāʿīl              | Ismāʿīl              | Ismāʿīl              |  |  |  |  |  |  |  |  |  |  |  |  |  |  |  |  |  |  |  |  |  |  |  |  |  |  |  |  |  |  |  |  |  |  |  |  |  |  |  |  |  |  |  |  |  |  |  |  |  |  |  |  |  |  |
|                                  |                                  |                                  |                                  |                                  |                                  |  |  | marokkanische Scherifen    | marokkanische Scherifen    | marokkanische Scherifen    | marokkanische Scherifen    | marokkanische Scherifen    | marokkanische Scherifen    |  |  | ʿAbdallāh           | ʿAbdallāh           | ʿAbdallāh           | ʿAbdallāh           | ʿAbdallāh           | ʿAbdallāh           |  |  |         |         |         |         |         |         |  |  | Idrisiden  | Idrisiden  | Idrisiden  | Idrisiden  | Idrisiden  | Idrisiden  |          |          | Sulaimaniden | Sulaimaniden | Sulaimaniden | Sulaimaniden | Sulaimaniden | Sulaimaniden |       |       | Ibrāhīm                     | Ibrāhīm                     | Ibrāhīm                     | Ibrāhīm                     | Ibrāhīm                     | Ibrāhīm                     |  |  | Mūsā al-Kāzim        | Mūsā al-Kāzim        | Mūsā al-Kāzim        | Mūsā al-Kāzim        | Mūsā al-Kāzim        | Mūsā al-Kāzim        |  |  |                          |                          |                          |                          |                          |                          |  |  | Ismāʿīl              | Ismāʿīl              | Ismāʿīl              | Ismāʿīl              | Ismāʿīl              | Ismāʿīl              |  |  |  |  |  |  |  |  |  |  |  |  |  |  |  |  |  |  |  |  |  |  |  |  |  |  |  |  |  |  |  |  |  |  |  |  |  |  |  |  |  |  |  |  |  |  |  |  |  |  |  |  |  |  |
|                                  |                                  |                                  |                                  |                                  |                                  |  |  |                            |                            |                            |                            |                            |                            |  |  |                     |                     |                     |                     |                     |                     |  |  |         |         |         |         |         |         |  |  |            |            |            |            |            |            |          |          |              |              |              |              |              |              |       |       |                             |                             |                             |                             |                             |                             |  |  |                      |                      |                      |                      |                      |                      |  |  |                          |                          |                          |                          |                          |                          |  |  |                      |                      |                      |                      |                      |                      |  |  |  |  |  |  |  |  |  |  |  |  |  |  |  |  |  |  |  |  |  |  |  |  |  |  |  |  |  |  |  |  |  |  |  |  |  |  |  |  |  |  |  |  |  |  |  |  |  |  |  |  |  |  |
| Saadier                          | Saadier                          | Saadier                          | Saadier                          | Saadier                          | Saadier                          |  |  | Alawiden                   | Alawiden                   | Alawiden                   | Alawiden                   | Alawiden                   | Alawiden                   |  |  | Mūsā                | Mūsā                | Mūsā                | Mūsā                | Mūsā                | Mūsā                |  |  |         |         |         |         |         |         |  |  | Hammudiden | Hammudiden | Hammudiden | Hammudiden | Hammudiden | Hammudiden |          |          |              |              |              |              |              |              |       |       | Qāsim                       | Qāsim                       | Qāsim                       | Qāsim                       | Qāsim                       | Qāsim                       |  |  | ʿAlī ar-Ridā         | ʿAlī ar-Ridā         | ʿAlī ar-Ridā         | ʿAlī ar-Ridā         | ʿAlī ar-Ridā         | ʿAlī ar-Ridā         |  |  | Hamza                    | Hamza                    | Hamza                    | Hamza                    | Hamza                    | Hamza                    |  |  | Muhammad             | Muhammad             | Muhammad             | Muhammad             | Muhammad             | Muhammad             |  |  |  |  |  |  |  |  |  |  |  |  |  |  |  |  |  |  |  |  |  |  |  |  |  |  |  |  |  |  |  |  |  |  |  |  |  |  |  |  |  |  |  |  |  |  |  |  |  |  |  |  |  |  |
| Saadier                          | Saadier                          | Saadier                          | Saadier                          | Saadier                          | Saadier                          |  |  | Alawiden                   | Alawiden                   | Alawiden                   | Alawiden                   | Alawiden                   | Alawiden                   |  |  | Mūsā                | Mūsā                | Mūsā                | Mūsā                | Mūsā                | Mūsā                |  |  |         |         |         |         |         |         |  |  | Hammudiden | Hammudiden | Hammudiden | Hammudiden | Hammudiden | Hammudiden |          |          |              |              |              |              |              |              |       |       | Qāsim                       | Qāsim                       | Qāsim                       | Qāsim                       | Qāsim                       | Qāsim                       |  |  | ʿAlī ar-Ridā         | ʿAlī ar-Ridā         | ʿAlī ar-Ridā         | ʿAlī ar-Ridā         | ʿAlī ar-Ridā         | ʿAlī ar-Ridā         |  |  | Hamza                    | Hamza                    | Hamza                    | Hamza                    | Hamza                    | Hamza                    |  |  | Muhammad             | Muhammad             | Muhammad             | Muhammad             | Muhammad             | Muhammad             |  |  |  |  |  |  |  |  |  |  |  |  |  |  |  |  |  |  |  |  |  |  |  |  |  |  |  |  |  |  |  |  |  |  |  |  |  |  |  |  |  |  |  |  |  |  |  |  |  |  |  |  |  |  |
|                                  |                                  |                                  |                                  |                                  |                                  |  |  |                            |                            |                            |                            |                            |                            |  |  | Scherifen von Mekka | Scherifen von Mekka | Scherifen von Mekka | Scherifen von Mekka | Scherifen von Mekka | Scherifen von Mekka |  |  |         |         |         |         |         |         |  |  |            |            |            |            |            |            |          |          |              |              |              |              |              |              |       |       | Zaiditische Imame des Jemen | Zaiditische Imame des Jemen | Zaiditische Imame des Jemen | Zaiditische Imame des Jemen | Zaiditische Imame des Jemen | Zaiditische Imame des Jemen |  |  | Muhammad al-Dschawād | Muhammad al-Dschawād | Muhammad al-Dschawād | Muhammad al-Dschawād | Muhammad al-Dschawād | Muhammad al-Dschawād |  |  | Safawiden                | Safawiden                | Safawiden                | Safawiden                | Safawiden                | Safawiden                |  |  | Fatimidische Kalifen | Fatimidische Kalifen | Fatimidische Kalifen | Fatimidische Kalifen | Fatimidische Kalifen | Fatimidische Kalifen |  |  |  |  |  |  |  |  |  |  |  |  |  |  |  |  |  |  |  |  |  |  |  |  |  |  |  |  |  |  |  |  |  |  |  |  |  |  |  |  |  |  |  |  |  |  |  |  |  |  |  |  |  |  |
|                                  |                                  |                                  |                                  |                                  |                                  |  |  |                            |                            |                            |                            |                            |                            |  |  | Scherifen von Mekka | Scherifen von Mekka | Scherifen von Mekka | Scherifen von Mekka | Scherifen von Mekka | Scherifen von Mekka |  |  |         |         |         |         |         |         |  |  |            |            |            |            |            |            |          |          |              |              |              |              |              |              |       |       | Zaiditische Imame des Jemen | Zaiditische Imame des Jemen | Zaiditische Imame des Jemen | Zaiditische Imame des Jemen | Zaiditische Imame des Jemen | Zaiditische Imame des Jemen |  |  | Muhammad al-Dschawād | Muhammad al-Dschawād | Muhammad al-Dschawād | Muhammad al-Dschawād | Muhammad al-Dschawād | Muhammad al-Dschawād |  |  | Safawiden                | Safawiden                | Safawiden                | Safawiden                | Safawiden                | Safawiden                |  |  | Fatimidische Kalifen | Fatimidische Kalifen | Fatimidische Kalifen | Fatimidische Kalifen | Fatimidische Kalifen | Fatimidische Kalifen |  |  |  |  |  |  |  |  |  |  |  |  |  |  |  |  |  |  |  |  |  |  |  |  |  |  |  |  |  |  |  |  |  |  |  |  |  |  |  |  |  |  |  |  |  |  |  |  |  |  |  |  |  |  |
|                                  |                                  |                                  |                                  |                                  |                                  |  |  |                            |                            |                            |                            |                            |                            |  |  | Haschimiten         | Haschimiten         | Haschimiten         | Haschimiten         | Haschimiten         | Haschimiten         |  |  |         |         |         |         |         |         |  |  |            |            |            |            |            |            |          |          |              |              |              |              |              |              |       |       |                             |                             |                             |                             |                             |                             |  |  | ʿAlī al-Hādī         | ʿAlī al-Hādī         | ʿAlī al-Hādī         | ʿAlī al-Hādī         | ʿAlī al-Hādī         | ʿAlī al-Hādī         |  |  |                          |                          |                          |                          |                          |                          |  |  | Aga Khane            | Aga Khane            | Aga Khane            | Aga Khane            | Aga Khane            | Aga Khane            |  |  |  |  |  |  |  |  |  |  |  |  |  |  |  |  |  |  |  |  |  |  |  |  |  |  |  |  |  |  |  |  |  |  |  |  |  |  |  |  |  |  |  |  |  |  |  |  |  |  |  |  |  |  |
|                                  |                                  |                                  |                                  |                                  |                                  |  |  |                            |                            |                            |                            |                            |                            |  |  | Haschimiten         | Haschimiten         | Haschimiten         | Haschimiten         | Haschimiten         | Haschimiten         |  |  |         |         |         |         |         |         |  |  |            |            |            |            |            |            |          |          |              |              |              |              |              |              |       |       |                             |                             |                             |                             |                             |                             |  |  | ʿAlī al-Hādī         | ʿAlī al-Hādī         | ʿAlī al-Hādī         | ʿAlī al-Hādī         | ʿAlī al-Hādī         | ʿAlī al-Hādī         |  |  |                          |                          |                          |                          |                          |                          |  |  | Aga Khane            | Aga Khane            | Aga Khane            | Aga Khane            | Aga Khane            | Aga Khane            |  |  |  |  |  |  |  |  |  |  |  |  |  |  |  |  |  |  |  |  |  |  |  |  |  |  |  |  |  |  |  |  |  |  |  |  |  |  |  |  |  |  |  |  |  |  |  |  |  |  |  |  |  |  |
|                                  |                                  |                                  |                                  |                                  |                                  |  |  |                            |                            |                            |                            |                            |                            |  |  |                     |                     |                     |                     |                     |                     |  |  |         |         |         |         |         |         |  |  |            |            |            |            |            |            |          |          |              |              |              |              |              |              |       |       |                             |                             |                             |                             |                             |                             |  |  | Hasan al-ʿAskarī     |                      |                      |                      |                      |                      |  |  |                          |                          |                          |                          |                          |                          |  |  |                      |                      |                      |                      |                      |                      |  |  |  |  |  |  |  |  |  |  |  |  |  |  |  |  |  |  |  |  |  |  |  |  |  |  |  |  |  |  |  |  |  |  |  |  |  |  |  |  |  |  |  |  |  |  |  |  |  |  |  |  |  |  |
|                                  |                                  |                                  |                                  |                                  |                                  |  |  |                            |                            |                            |                            |                            |                            |  |  |                     |                     |                     |                     |                     |                     |  |  |         |         |         |         |         |         |  |  |            |            |            |            |            |            |          |          |              |              |              |              |              |              |       |       |                             |                             |                             |                             |                             |                             |  |  |                      |                      |                      |                      |                      |                      |  |  |                          |                          |                          |                          |                          |                          |  |  |                      |                      |                      |                      |                      |                      |  |  |  |  |  |  |  |  |  |  |  |  |  |  |  |  |  |  |  |  |  |  |  |  |  |  |  |  |  |  |  |  |  |  |  |  |  |  |  |  |  |  |  |  |  |  |  |  |  |  |  |  |  |  |
|                                  |                                  |                                  |                                  |                                  |                                  |  |  |                            |                            |                            |                            |                            |                            |  |  |                     |                     |                     |                     |                     |                     |  |  |         |         |         |         |         |         |  |  |            |            |            |            |            |            |          |          |              |              |              |              |              |              |       |       |                             |                             |                             |                             |                             |                             |  |  | Muhammad al-Mahdī    |                      |                      |                      |                      |                      |  |  |                          |                          |                          |                          |                          |                          |  |  |                      |                      |                      |                      |                      |                      |  |  |  |  |  |  |  |  |  |  |  |  |  |  |  |  |  |  |  |  |  |  |  |  |  |  |  |  |  |  |  |  |  |  |  |  |  |  |  |  |  |  |  |  |  |  |  |  |  |  |  |  |  |  |